# Біхнюв
Біхнюв (пол. Bichniów) — село в Польщі, у гміні Сецемін Влощовського повіту Свентокшиського воєводства.
Населення — 233 особи (2011).
У 1975-1998 роках село належало до Ченстоховського воєводства.

## Демографія
Демографічна структура на день 31 березня 2011 року:
|          | Загалом | Допрацездатний вік | Працездатний вік | Постпрацездатний вік |
| -------- | ------- | ------------------ | ---------------- | -------------------- |
| Чоловіки | 116     | 19                 | 82               | 15                   |
| Жінки    | 117     | 28                 | 58               | 31                   |
| Разом    | 233     | 47                 | 140              | 46                   |